# Clémentine Delait
Clémentine Delait (Chaumousey, 5 maart 1865 – Épinal, 5 april 1939) was een Franse caféhoudster met een baard.

## Biografie
Delait werd als Clémentine Clattaux geboren in het dorpje Chaumousey. Haar ouders waren boeren. Op twintigjarige leeftijd huwde ze Joseph Delait, die bakker in Thaon-les-Vosges was. Nadat haar echtgenoot zich vanwege reuma uit de bakkerij moest terugtrekken, begonnen ze samen een café-boulangerie.
Bij een bezoek aan een kermis zagen ze een vrouw met een baard en Delait zei tegen haar stamgasten dat ze zelf een veel vollere kon laten groeien. Er werden weddenschappen om afgesloten en het café werd drukker bezocht. Delait kreeg inderdaad een aanzienlijke baard en het echtpaar herdoopte de uitspanning in Le café de la Femme à Barbe. Ook liet ze een veertigtal afbeeldingen van haar maken, waarvan ansichtkaarten werden gedrukt.
In 1904 kreeg ze van het Franse parlement speciale toestemming om bij haar baard passende, mannelijke kleding te dragen, maar uiteindelijk deed ze dat weinig. Gedurende de Eerste Wereldoorlog kreeg ze enige landelijke bekendheid nadat ze zich aansloot bij het Rode Kruis en voor soldaten optrad. Uitnodigingen om zich elders te laten bezichtigen wees ze altijd af, tot ze in 1932 en 1933 toch naar Londen, respectievelijk Parijs reisde om zich er te vertonen - op haar voorwaarden.
- Bibliothèque nationale de France: cb120057535 (data)
- International Standard Name Identifier: 0000 0003 6148 9201
- Library of Congress Control Number: no2019157587
- Nationale Bibliotheek van Israël: 987008115783405171
- Système universitaire de documentation: 19715218X
- Virtual International Authority File: 220961021